# トン
トン（tonne, ton フランス語: [tɔn] 英語: [tʌn], 記号: t）は、質量の単位である。SI単位ではなく、分・時・日、度・分・秒、ヘクタール、リットル、天文単位などとともに「SI単位と併用できる非SI単位」である（SI併用単位#SI接頭語と組み合わせることができない単位）。
そのほか、質量以外の各種の物理量に対して使われるトンもある。

## 由来
元来はヤード・ポンド法の単位である。15世紀後半に使用され始めた。トンという名称は、古英語のtunne、さらには古フランス語のtonneが語源で、それは「樽」という意味である。当初は、252ワインガロン (0.954 m3) 入りの樽に入る水の重さ約2100 lb（ポンド）を1トンとしていた。

## 表記
メートル法における単位 トン（tonne） とその記号 t は、1879年の国際度量衡委員会で採択されたものである。
メートル系のトンに加えて、ヤード・ポンド法のトン（ロングトン、ショートトン）もあるので、その表記と単位記号は複雑なものとならざるを得ない（後述）。

### 単位の名称・表記
日本の計量法体系では、計量単位の表記は、カタカナの「トン」のみである。　　
1952年（昭和27年）2月29日までは漢字表記として「屯」が使われていた。
常用漢字表にあるが、1952年（昭和27年）3月1日の計量法制定後は計量法で認められておらず使用することはできない。
また、「噸」は英トン、「瓲」は仏トンを表す別の字である。これは英国系単位に口偏を付ける習慣があったからである。なお、「屯」は「噸」の略字である。
「噸」と「瓲」は1942年（昭和17年）に国語審議会から発表された標準漢字表案の段階において準常用漢字から外され、第二次世界大戦後は使用機会も無くなった。
フランス語の表記と英語表記（アメリカ合衆国を除く）は、tonne であるが、アメリカ合衆国では、この表記は使われず、「metric ton」（日本語では、メートルトン又は、メートル系トンと訳される。フランス語の表記は、tonne métrique）と表記される。合衆国政府は、官報（en:Federal Register）において、tonne ではなく metric ton を用いると、わざわざ宣言している。

### 単位記号
トンの記号は、日本の計量法体系でも、国際単位系 (SI) でも、立体小文字の t である。 
記号を大文字の T と誤記すると、磁束密度の単位であるテスラの単位記号 T と被ってしまう（人物に由来する単位は大文字で表記する）。ただし特殊の計量である「船舶の体積の計量」の単位である「トン数」の記号は大文字の T であるため、質量のトンについて大文字の T を用いると、こちらとも被ることになり、かつ実務上も紛らわしくなる。
なお質量を表すトンの単位記号 t は、略称ではないため、t. のように「ピリオド」を付してはならない。

## 質量の単位

### メートル法
日本を始めとするメートル法を広く使用している国では、質量の単位として現在使われるトンとは、キログラム (kg) を基準に定義されたメトリックトン (metric ton) のことを指す。1メトリックトンは1000キログラム（1メガグラム）に等しいと定義されている。メトリックトン（日本語では「メートルトン、メートル系トン」）は、グラムに基づくトンであることからグラムトン、メートル法がフランス発祥であることから仏トン、フランストン、フレンチトン (French ton)ともいう。
メトリックトンの歴史は、1879年まで遡る。18世紀末メートル法制定以後、グラムというメートル法の質量の基本単位（1901年以後、キログラムが正式にメートル法の基本単位として認められる）を用いて大きな質量を表示する場合、当時は1000倍を表すキロ (k) から1000分の1を表すミリ (m) までの限られた接頭語しか存在しなかったため、キログラム以上の大きさを表記する方法がなかった。また、キログラムの1000倍という意味で、キロキログラムと二重に接頭語を用いて混乱を招きやすかったため、1879年当時国際度量衡委員会において質量1000キログラムを表すものとして、またトンを表す記号として「t」の使用を採択したのである。これにより、メートル法における質量の単位として正式にメトリックトンが認められた。
現在ではメトリックトンはSI併用単位（SIと併用できるがSIに属さない単位）である。一方、メートル法の諸所の単位統一を目指して国際単位系 (SI) が誕生した1960年になって、100万倍を表すメガ (M) という大きな接頭語が追加されたので、キログラムの1000倍を表す単位としてメガグラム (Mg) が誕生した。メガグラム (Mg) とメトリックトン (t) は同一の質量を表す単位であり、国際単位系ではSI接頭語付SI単位のメガグラムを（優先して）使用することを推奨しているものの、現状では併用を認められているメトリックトンの方が歴史的に長い間使用されてきたため、幅広く認知され今日に至っている。
SI併用単位にはSI接頭語を付けることができる（時間の単位を除く。）ので、トンについても「キロトン」や「メガトン」のように使うことができる。

### ヤード・ポンド法
本来のトンはヤード・ポンド法の質量の単位である。それにできるだけ近いメートル法の単位として作られたのがメトリックトンである。
ヤード・ポンド法のトンは、1t = 20 cwt（ハンドレッドウェイト）と定義されているが、ハンドレッドウェイトがイギリス（帝国単位）では112ポンド (= 50.80234544 kg)、アメリカ（米国慣用単位）では100ポンド (= 45.359237 kg) であるために、トンの大きさも異なる。それぞれ英トン（ロングトン、グロストン）、米トン（ショートトン、ネットトン）と呼ばれている。
英トンは2240ポンドであり、正確に1016.0469088キログラムに等しい。イギリスでは単に「トン」(ton) と言えば英トンのことを指し、英国やその影響を受けている地域では広く使われている。ただし、イギリスは公式にメートル法への移行を進めていること、英トンとメトリックトンは1.6%程度しか違いがなく、日常生活においては混同しても問題が小さいことから、メトリックトンもよく使われている。
米トンは2000ポンドであり、正確に907.18474キログラムに等しい。アメリカでは単に「トン」(ton) と言えば米トンのことを指し、英トンと異なり10%ほどの差があることから、メトリックトン (tonne) とは厳密に区別される。
15世紀以前のイングランドでは、1ハンドレッドウェイトが108ポンドであったため、1トンは2160ポンドであった。

### 表記、記号
英米では、ヤード・ポンド法のトンは ton と書き、メトリックトンはフランス語風に tonne と書いて区別している。ただし、米国では、metric ton の表記が公式には正しい（前述）。アメリカ合衆国ではメトリックトンをフランス語の単語を使って「ミリヤー」(millier)や「トノー」(tonneau)とも呼んでいたが、これらの呼称は1975年に廃止された。
記号では統一された使い分けはないが、ヤード・ポンド法のトンを T、メトリックトンを t で区別したり、s.t. (short ton) や l.t. (long ton) に対して m.t. (metric tonne) を使ったりすることもある。

## 派生した単位

### 力
「重量トン」の意味でトンを使うことがある。これは、重量キログラムの意味でキログラムを使うのと同じである。ただし重量トンも、トンをその意味で使うことも、SIでは認められていない（これもキログラムなどと同様である）。
- 1 重量米トン = 2000 lbf = 8.896443230521 kN
- 1 重量英トン = 2240 lbf = 9.96401641818352 kN[18]
- 1 重量メトリックトン = 1000 kgf = 9.80665 kN

### 体積
船舶の大きさは各種のトンを使ったトン数 (tonnage) で表される。
質量には載貨重量トン数、排水量トン数などがある。質量ではなく体積（主に容積）を表すものには総トン数、国際総トン数、純トン数、載貨容積トン数がある。各種あるのは、そもそもトンの単位としての値が違う場合のほか、トンが同じでも容積として計上する箇所の違いなどがあるからである。
質量のトンを使って定義されているものは、英トンが使われている。

### エネルギー

#### TNT換算
核爆弾の核爆発の威力 (yield) はTNT火薬1 t (1000 kg。「1仏トン」というニュアンス) の爆発力に換算されて表される。TNT火薬の爆発力には幅があるが、便宜的に平均1000 calth/g（1グラムあたり1000熱力学カロリー）とされているので、TNT火薬1 tの爆発力は1 Gcalth = 4.184 GJ（ギガジュール）となる。実際はSI接頭語を付けたキロトン (kt) かメガトン (Mt) が使われることが多い。

#### その他
- 石炭換算トン (TCE; ton of coal equivalent) = 7 GcalIT = 29.3076 GJ
- 石油換算トン (TOE; ton of oil equivalent) = 10 GcalIT = 41.868 GJ

### 仕事率
冷凍機の冷凍能力を、「1トン、0℃の水を24時間で0℃の氷にできる冷凍能力」を基準として冷凍トンという形で表現することがある。日本ではメートルトンが、アメリカでは米トンが用いられるため、数値が若干異なる。

## 符号位置
| 記号 | Unicode | JIS X 0213 | 文字参照          | 名称           |
| ---- | ------- | ---------- | ----------------- | -------------- |
| ㏏   | U+33CF  | -          | &#x33CF; &#13263; | キロトン       |
| ㌧   | U+3327  | 1-13-37    | &#x3327; &#13095; | 全角トン       |
| ㌙   | U+3319  | -          | &#x3319; &#13081; | 全角グラムトン |

また、Unicodeには、トンとその分量・倍量単位を表す上記の文字が収録されている。これらはCJK互換用文字であり、既存の文字コードに対する後方互換性のために収録されているものであるので、使用は推奨されない。